# Michelle Leonard/Diskografie
Diese Diskografie ist eine Übersicht über die musikalischen Werke der deutschen Sängerin und Liedtexterin Michelle Leonard und ihrer Pseudonyme wie Michelle Lennard oder auch Solamay. Ihre erfolgreichste Veröffentlichung ist die Autorenbeteiligung Rooftop (Nico Santos) mit über 930.000 verkauften Einheiten.

## Alben

### Studioalben
| Jahr | Titel Musiklabel              | Anmerkungen                            |
| ---- | ----------------------------- | -------------------------------------- |
| 2009 | Fragile Universal Music (UMG) | Erstveröffentlichung: 4. Dezember 2009 |

## Singles

### Als Leadmusikerin
| Jahr | Titel Album            | Anmerkungen                             |
| ---- | ---------------------- | --------------------------------------- |
| 1999 | Let It Rain –          | Erstveröffentlichung: 1999              |
| 2000 | You Come Like a Wave – | Erstveröffentlichung: 31. Juli 2000     |
| 2009 | Where Did We Go Wrong  | Erstveröffentlichung: 20. November 2009 |

### Als Gastmusikerin
| Jahr | Titel Album           | Höchstplatzierung, Gesamtwochen, AuszeichnungChartplatzierungen (Jahr, Titel, Album, Platzierungen, Wochen, Auszeichnungen, Anmerkungen) | Höchstplatzierung, Gesamtwochen, AuszeichnungChartplatzierungen (Jahr, Titel, Album, Platzierungen, Wochen, Auszeichnungen, Anmerkungen) | Höchstplatzierung, Gesamtwochen, AuszeichnungChartplatzierungen (Jahr, Titel, Album, Platzierungen, Wochen, Auszeichnungen, Anmerkungen) | Anmerkungen                                                             |
| Jahr | Titel Album           | DE | AT | CH | Anmerkungen                                                             |
| ---- | --------------------- | --- | --- | --- | ----------------------------------------------------------------------- |
| 1999 | Feel So Perfect –     | DE93 (4 Wo.)DE | — | — | Erstveröffentlichung: 26. April 1999 Cape feat. Michelle Leonard        |
| 2006 | Rockstarz Love Is War | DE86 (1 Wo.)DE | — | — | Erstveröffentlichung: 8. September 2006 Begleitgesang bei Vanilla Ninja |
| 2016 | One of Us –           | — | — | — | Erstveröffentlichung: 23. September 2016 Jam feat. Solamay              |
| 2017 | Invaded –             | — | — | — | Erstveröffentlichung: 18. Mai 2017 Jam feat. Solamay                    |

## Musikvideos
| Jahr | Titel                 |
| ---- | --------------------- |
| 2009 | Where Did We Go Wrong |

## Autorenbeteiligungen
Michelle Leonard als Autorin in den Charts

| Jahr | Titel Interpretation                           | Höchstplatzierung, Gesamtwochen, AuszeichnungChartplatzierungen (Jahr, Titel, Interpretation, Platzierungen, Wochen, Auszeichnungen, Anmerkungen) | Höchstplatzierung, Gesamtwochen, AuszeichnungChartplatzierungen (Jahr, Titel, Interpretation, Platzierungen, Wochen, Auszeichnungen, Anmerkungen) | Höchstplatzierung, Gesamtwochen, AuszeichnungChartplatzierungen (Jahr, Titel, Interpretation, Platzierungen, Wochen, Auszeichnungen, Anmerkungen) | Anmerkungen                                                  |
| Jahr | Titel Interpretation                           | DE | AT | CH | Anmerkungen                                                  |
| ---- | ---------------------------------------------- | --- | --- | --- | ------------------------------------------------------------ |
| 1999 | Feel So Perfect Cape feat. Michelle Leonard    | DE93 (4 Wo.)DE | — | — | Erstveröffentlichung: 26. April 1999                         |
| 2006 | Don’t Let It Get You Down Mike Leon Grosch     | DE1 (11 Wo.)DE | AT6 (10 Wo.)AT | CH2 (14 Wo.)CH | Erstveröffentlichung: 21. April 2006                         |
| 2006 | Dangerzone Vanilla Ninja                       | DE21 (9 Wo.)DE | AT23 (8 Wo.)AT | CH18 (8 Wo.)CH | Erstveröffentlichung: 21. April 2006                         |
| 2006 | Living without You Sandy                       | DE36 (6 Wo.)DE | — | — | Erstveröffentlichung: 2. Juni 2006                           |
| 2006 | You & Me Valentine                             | DE81 (8 Wo.)DE | — | — | Erstveröffentlichung: 25. August 2006                        |
| 2006 | Rockstarz Vanilla Ninja                        | DE86 (1 Wo.)DE | — | — | Erstveröffentlichung: 8. September 2006                      |
| 2007 | Großstadtkinder Peilomat                       | DE97 (1 Wo.)DE | — | — | Erstveröffentlichung: 31. Mai 2007                           |
| 2007 | Lovesongs (They Kill Me) Cinema Bizarre        | DE9 (9 Wo.)DE | AT32 (8 Wo.)AT | — | Erstveröffentlichung: 14. September 2007                     |
| 2008 | Love Is You Thomas Godoj                       | DE1 (13 Wo.)DE | AT1 (12 Wo.)AT | CH1 (11 Wo.)CH | Erstveröffentlichung: 23. Mai 2008                           |
| 2009 | Blown Away Oliver                              | — | AT1 (10 Wo.)AT | — | Erstveröffentlichung: 6. Februar 2009                        |
| 2009 | No More Days to Waste Aloha from Hell          | DE59 (4 Wo.)DE | — | — | Erstveröffentlichung: 3. April 2009                          |
| 2010 | I Can’t Dance Alone Giovanni feat. Ross Antony | DE26 (7 Wo.)DE | AT49 (4 Wo.)AT | — | Erstveröffentlichung: 22. Januar 2010                        |
| 2012 | Gloria Joachim Witt                            | DE74 (2 Wo.)DE | — | — | Erstveröffentlichung: 14. September 2012                     |
| 2015 | Running with the Wolves Aurora                 | DE72 (13 Wo.)DE | — | — | Erstveröffentlichung: 4. Mai 2015                            |
| 2017 | Rooftop Nico Santos                            | DE5 ×2Doppelplatin · (32 Wo.)DE | AT2 Platin · (24 Wo.)AT | CH5 ×5Fünffachplatin · (29 Wo.)CH | Erstveröffentlichung: 29. September 2017 Verkäufe: + 930.000 |

## Sonderveröffentlichungen
| Jahr | Titel Album                                                         | Anmerkungen                                                                  |
| ---- | ------------------------------------------------------------------- | ---------------------------------------------------------------------------- |
| 1990 | Falling Theme from Twin Peaks EP                                    | Erstveröffentlichung: 1990 Begleitgesang bei The Mob                         |
| 2005 | Instant Replay Alpha                                                | Erstveröffentlichung: 4. April 2005 Begleitgesang bei Such a Surge           |
| 2006 | Rockstarz Love Is War                                               | Erstveröffentlichung: 13. Mai 2006 Begleitgesang bei Vanilla Ninja           |
| 2006 | Venom Frame of Mind                                                 | Erstveröffentlichung: 26. Mai 2006 Begleitgesang bei Sandy                   |
| 2009 | Mechanical Heart First Shot                                         | Erstveröffentlichung: 18. Dezember 2009 Some & Any feat. Michelle Leonard    |
| 2012 | Lost in Berlin Evolution                                            | Erstveröffentlichung: 5. April 2012 Paul van Dyk feat. Michelle Leonard      |
| 2012 | Love Ammunition (Directors Cut Mix) Evolution (Bonus Track Version) | Erstveröffentlichung: 5. April 2012 Paul van Dyk feat. Michelle Leonard      |
| 2012 | Beben DOM                                                           | Erstveröffentlichung: 28. September 2012 Begleitgesang bei Joachim Witt      |
| 2012 | Jetzt geh DOM                                                       | Erstveröffentlichung: 28. September 2012 Begleitgesang bei Joachim Witt      |
| 2012 | Leichtsinn DOM                                                      | Erstveröffentlichung: 28. September 2012 Begleitgesang bei Joachim Witt      |
| 2012 | Licht im Ozean DOM                                                  | Erstveröffentlichung: 28. September 2012 Begleitgesang bei Joachim Witt      |
| 2012 | Tränen DOM                                                          | Erstveröffentlichung: 28. September 2012 Begleitgesang bei Joachim Witt      |
| 2012 | Untergehen DOM                                                      | Erstveröffentlichung: 28. September 2012 Begleitgesang bei Joachim Witt      |
| 2015 | Save Tonight Sugar                                                  | Erstveröffentlichung: 25. September 2015 Robin Schulz feat. Moguai & Solamay |
| 2017 | Herzstreik Die Einzige                                              | Erstveröffentlichung: 20. Oktober 2017 Begleitgesang bei Alina               |

| Jahr | Titel Soundtrack zu                | Anmerkungen                            |
| ---- | ---------------------------------- | -------------------------------------- |
| 2009 | Where Did We Go Wrong Zweiohrküken | Erstveröffentlichung: 2. Dezember 2009 |

## Promoveröffentlichungen
| Jahr | Titel Album | Anmerkungen                                                       |
| ---- | ----------- | ----------------------------------------------------------------- |
| 2016 | UFO –       | Erstveröffentlichung: 19. Februar 2016 Alex Mattson feat. Solamay |

## Statistik

### Chartauswertung
|                       | DE    | AT    | CH    |
| --------------------- | ----- | ----- | ----- |
| Nummer-eins-Singles   | DE—DE | AT—AT | CH—CH |
| Top-10-Singles        | DE—DE | AT—AT | CH—CH |
| Singles in den Charts | DE2DE | AT—AT | CH—CH |

|                       | DE     | AT    | CH    |
| --------------------- | ------ | ----- | ----- |
| Nummer-eins-Singles   | DE2DE  | AT2AT | CH1CH |
| Top-10-Singles        | DE4DE  | AT4AT | CH3CH |
| Singles in den Charts | DE14DE | AT7AT | CH4CH |

### Auszeichnungen für Musikverkäufe
Anmerkung: Auszeichnungen in Ländern aus den Charttabellen bzw. Chartboxen sind in ebendiesen zu finden.
| Land/RegionAuszeichnungen für Musikverkäufe (Land/Region, Auszeichnungen, Verkäufe, Quellen) | Gold | Platin     | Verkäufe | Quellen           |
| -------------------------------------------------------------------------------------------- | ---- | ---------- | -------- | ----------------- |
| Deutschland (BVMI)                                                                           | —    | 2× Platin2 | 800.000  | musikindustrie.de |
| Österreich (IFPI)                                                                            | —    | Platin1    | 30.000   | ifpi.at           |
| Schweiz (IFPI)                                                                               | —    | 5× Platin5 | 100.000  | hitparade.ch      |
| Insgesamt                                                                                    | —    | 8× Platin8 |          |                   |